# Chloroleucon acacioides
Chloroleucon acacioides är en ärtväxtart som först beskrevs av Adolpho Ducke, och fick sitt nu gällande namn av Rupert Charles Barneby och James Walter Grimes. Chloroleucon acacioides ingår i släktet Chloroleucon och familjen ärtväxter. Inga underarter finns listade i Catalogue of Life.